# Palmas Arborea
Palmas Arborea (Prammas em sardo) é uma comuna italiana da região da Sardenha, província de Oristano, com cerca de 1.335 habitantes. Estende-se por uma área de 39 km², tendo uma densidade populacional de 34 hab/km². Faz fronteira com Ales, Oristano, Pau, Santa Giusta, Villa Verde, Villaurbana.